# Synthesiostrebla amorphochili
Synthesiostrebla amorphochili är en tvåvingeart som beskrevs av Townsend 1913. Synthesiostrebla amorphochili ingår i släktet Synthesiostrebla och familjen lusflugor.
Artens utbredningsområde är Peru. Inga underarter finns listade i Catalogue of Life.